# Concerto da camera
Concerto da camera is de muzikale aanduiding voor een concerto dat (oorspronkelijk) gespeeld dient te worden in concertzalen of in huis.
Het is de tegenhanger van Concerto da chiesa, dat zijn concerten die (oorspronkelijk) in kerken of andere "geloofsgebouwen" uitgevoerd dienen te worden.
Voorbeelden:
- Concerto da camera nr. 1 en 2 van Leonid Bashmakov;
- Concerto da Camera van George Dyson;
- Concerto da Camera van Howard Hanson;
- Concerto da camera van Arthur Honegger;
- Concertino da camera, voor altsaxofoon en 11 instrumenten van Jacques Ibert.